# Julius Hönig

Julius Hönig

Julius Hönig (* 21. Juli 1902 in Zwittau; † 20. Mai 1945 ebenda) war ein sudetendeutscher Politiker (NSDAP).

## Leben und Wirken
Nach dem Besuch der Volksschule und der Realschule in Zwittau nahm Hönig ein Studium auf. Aufgrund des Todes seiner beiden älteren Brüder im Ersten Weltkrieg musste er dieses vorzeitig abbrechen, um im väterlichen Betrieb, einer Zementwarenerzeugung, zu arbeiten. Ab 1922 arbeitete er in einem größeren Betonwerk in Cottbus. Er begann in den 1920er Jahren sich in der sudetendeutschen Bewegung zu engagieren. Er wurde Obmann der nationalsozialistischen Jugendgruppe in Zwittau, Bundesleitungsmitglied des Bundes der Deutschen und Gauschwimmwart des Deutschen Turnverbandes.
1934 wurde Hönig Bezirksleiter der Sudetendeutschen Partei (SdP). In dieser Eigenschaft leitete er den Aufbau der Partei im Bezirk Zwittau und wurde demzufolge in den 1930er Jahren von der tschechoslowakischen Regierung mehrmals in Haft genommen.
Von Frühjahr 1938 bis zur Annexion des Sudetengebietes durch das nationalsozialistische Deutsche Reich war Hönig Mitglied der Landesvertretung von Mähren-Schlesien in Brünn. Nach der Übernahme der SdP durch die NSDAP wurde er Beauftragter für den Kreisaufbau des Kreises Mährisch-Trübau und danach Kreisleiter von Mährisch-Trübau. Am 23. Dezember 1938 beantragte er die Aufnahme in die NSDAP und wurde rückwirkend zum 1. November desselben Jahres aufgenommen (Mitgliedsnummer 6.588.930).
Anlässlich der am 4. Dezember 1938 abgehaltenen Nachwahl zu dem im April 1938 gewählten Reichstag erhielt Hönig ein Mandat für den nationalsozialistischen Reichstag, in dem er anschließend bis zum Ende der NS-Regimes als Abgeordneter für die Sudetengebiete saß. Von 1939 bis 1945 war er Kreisleiter in Zwittau. In der SA erreichte Hönig den Rang eines Sturmbannführers. Kurz nach Ende des Zweiten Weltkrieges brachte er sich in Zwittau um.